# Asambleas del Partido Republicano de 2012 en Samoa Americana
Las Asambleas del Partido Republicano de 2012 en Samoa Americana se hicieron el 13 de marzo de 2012. Las Asambleas del Partido Republicano, con 9 delegados, eligieron al candidato del partido Republicano para las elecciones presidenciales de Estados Unidos de 2012. En el territorio de Samoa Americana estaban en disputa 9 delegados. Alrededor de 70 personas participaron, pero no hubo una votación formal.

## Elecciones

### Resultados
| Asambleas del Partido Republicano de Samoa Americana de 2012 | Asambleas del Partido Republicano de Samoa Americana de 2012 | Asambleas del Partido Republicano de Samoa Americana de 2012 | Asambleas del Partido Republicano de Samoa Americana de 2012 | Asambleas del Partido Republicano de Samoa Americana de 2012 |
| Candidato                                                    | Votos                                                        | Porcentaje                                                   | Delegados                                                    |                                                              |
| ------------------------------------------------------------ | ------------------------------------------------------------ | ------------------------------------------------------------ | ------------------------------------------------------------ | ------------------------------------------------------------ |
| Mitt Romney                                                  | 0                                                            | 0%                                                           | 9                                                            |                                                              |
| Rick Santorum                                                | 0                                                            | 0%                                                           | 0                                                            |                                                              |
| Newt Gingrich                                                | 0                                                            | 0%                                                           | 0                                                            |                                                              |
| Ron Paul                                                     | 0                                                            | 0%                                                           | 0                                                            |                                                              |
| Delegados no proyectados:                                    | Delegados no proyectados:                                    | Delegados no proyectados:                                    | 0                                                            |                                                              |
| Total:                                                       | ±70                                                          | 0%                                                           | 9                                                            |                                                              |

| Clave: | Retirado antes de la contienda |